# Castianeira sexmaculata
Castianeira sexmaculata là một loài nhện trong họ Corinnidae.
Loài này thuộc chi Castianeira. Castianeira sexmaculata được Cândido Firmino de Mello-Leitão miêu tả năm 1926.